# Любодзеж
Любодзеж (пол. Lubodzież, нім. Lubsee) — село в Польщі, у гміні Льняно Свецького повіту Куявсько-Поморського воєводства.
Населення — 122 особи (2011).
У 1975-1998 роках село належало до Бидгощського воєводства.

## Демографія
Демографічна структура станом на 31 березня 2011 року:
|          | Загалом | Допрацездатний вік | Працездатний вік | Постпрацездатний вік |
| -------- | ------- | ------------------ | ---------------- | -------------------- |
| Чоловіки | 64      | 18                 | 42               | 4                    |
| Жінки    | 58      | 10                 | 38               | 10                   |
| Разом    | 122     | 28                 | 80               | 14                   |